# Rynienka czepca

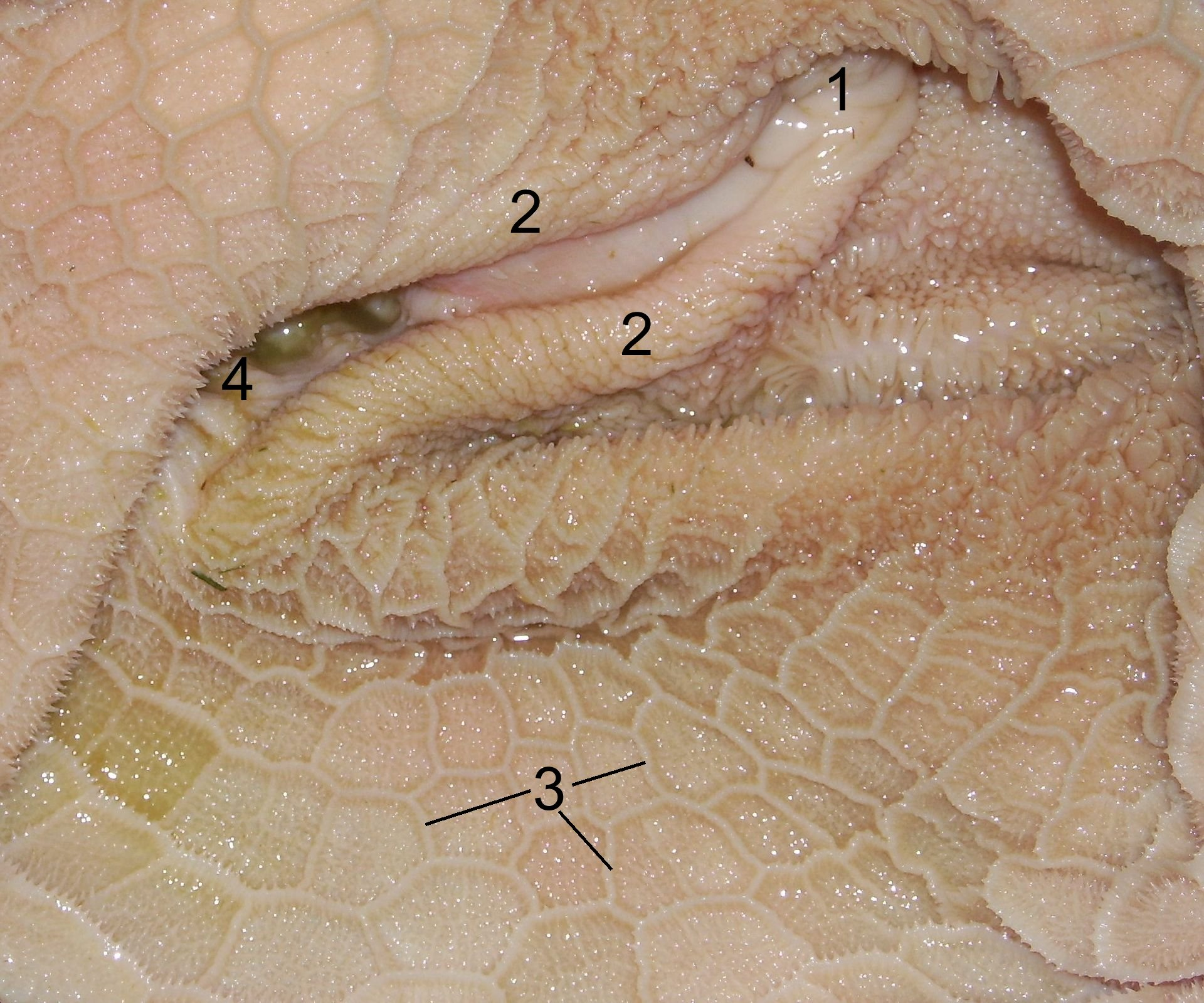
Czepiec owcy. (1) – ujście przełyku (2) – wargi rynienki (3) – czepiec (4) – ujście czepcowo-ksiegowe

Rynienka czepca (łac. sulcus reticuli) – pierwszy odcinek bruzdy żołądkowej (sulcus ventriculi) żołądka przeżuwaczy, nazywanej czasami rynienką przełykową, ponieważ stanowi funkcjonalne przedłużenie przełyku.
Rynienka czepca zbudowana jest z dwóch fałdów mięśniówki zwanych wargą prawą i lewą (labium dextrum et sinistrum). Pomiędzy tymi wargami leży dno rynienki czepca (fundus sulci reticuli). Rynienka zaczyna się od ujścia przełyku, kończąc się ujściem czepcowo-księgowym (ostium reticuloomasicum). Wargi, dzięki odpowiedniej budowie oraz w związku z tym, iż lewa warga jest lepiej rozwinięta oraz przebiegu spiralnego podczas skurczu, tworzą niemal zamkniętą rurę. Gdy zwierzę podczas jedzenia pobiera płyn, wówczas ściany rynienki zamykają się i płyn poprzez rurę jest transportowany bezpośrednio do ksiąg z pominięciem żwacza i czepca.
Odruch bezwarunkowy zwany odruchem rynienkowym występujący u młodych osobników, uruchamiany poprzez czynność ssania (drażnienie receptorów w gardle i przełyku przenoszone przez nerw błędny), zamyka dojście do żwacza, a mleko trafia bezpośrednio do ostatniej komory żołądka. Odbywa się to poprzez formowanie z rynienki czepca rury. Odruch rynienkowy wygasa u owiec i kóz po osiągnięciu pierwszego roku życia. U krów trwa trochę dłużej.